# Derodontidae
Derodontidae es una familia de coleópteros polífagos del infraorden Bostrichiformia. Es la única familia de la superfamilia Derodontoidea.

## Taxonomía
Hay 42 especies en 4 géneros y 3 subfamilias.
- Subfamilia Derodontinae
  - Género Derodontus (11 especies)
- Subfamilia Laricobiinae
  - Género Laricobius (23 especies)
  - Género Nothoderodontus (6 especies)
- Subfamilia Peltasticinae
  - Género Peltastica (2 especies)